# Municipio de Poplar River
El municipio de Poplar River (en inglés: Poplar River Township) es un municipio ubicado en el condado de Red Lake en el estado estadounidense de Minnesota. En el año 2010 tenía una población de 107 habitantes y una densidad poblacional de 1,18 personas por km².

## Geografía
El municipio de Poplar River se encuentra ubicado en las coordenadas 47°48′13″N 96°1′55″O / 47.80361, -96.03194. Según la Oficina del Censo de los Estados Unidos, el municipio tiene una superficie total de 90.51 km², de la cual 90,51 km² corresponden a tierra firme y (0 %) 0 km² es agua.

## Demografía
Según el censo de 2010, había 107 personas residiendo en el municipio de Poplar River. La densidad de población era de 1,18 hab./km². De los 107 habitantes, el municipio de Poplar River estaba compuesto por el 100 % blancos. Del total de la población el 0 % eran hispanos o latinos de cualquier raza.